# National Invitation Tournament 2024
El National Invitation Tournament 2024 fue la octogésima quinta edición del National Invitation Tournament. La disputan 32 equipos, seleccionados entre los que no participaron el Torneo de la NCAA de 2024. El torneo comenzó el 19 de marzo y finalizó el 4 de abril. Las primeras tres rondas se jugaron en los campus, y la semifinal y la final del campeonato fueron en el Hinkle Fieldhouse en Indianapolis. El campeón fue Seton Hall, que derrotó a Indiana State en la final, logrando su segundo título, tras el logrado en 1953.

## Equipos seleccionados
Los equipos y emparejamientos para el NIT 2024 fueron dados a conocer por el Comité NIT el domingo 17 de marzo. En 2023, North Texas ganó el título NIT.

### Clasificados automáticamente
A diferencia de torneos anteriores, los equipos que tuvieron el mejor récord de la temporada regular en su conferencia pero no lograron ganar el torneo de su conferencia ya no se clasificaron automáticamente para el NIT. En cambio, los dos mejores equipos (según la clasificación NET) de las seis conferencias más importantes (ACC, Big East, Big Ten, Big 12, Pac-12 y SEC) Los no seleccionados para el torneo de la NCAA recibieron ofertas automáticas, independientemente de sus récords de victorias y derrotas.
| Equipo        | Conferencia | Record | Participaciones | Última invitación |
| ------------- | ----------- | ------ | --------------- | ----------------- |
| Wake Forest   | ACC         | 20–13  | 7.º             | 2022              |
| Virginia Tech | ACC         | 18–14  | 15.º            | 2023              |
| Villanova     | Big East    | 18–15  | 19.º            | 2023              |
| Providence    | Big East    | 21–13  | 21.º            | 2019              |
| Ohio State    | Big Ten     | 20–13  | 10.º            | 2016              |
| Iowa          | Big Ten     | 18–14  | 9.º             | 2017              |
| Cincinnati    | Big 12      | 20–14  | 12.º            | 2023              |
| UCF           | Big 12      | 17–15  | 4.º             | 2023              |
| Utah          | Pac-12      | 19–14  | 15.º            | 2018              |
| LSU           | SEC         | 17–15  | 9.º             | 2018              |
| Georgia       | SEC         | 17–16  | 15.º            | 2017              |

### Invitados
| Equipo            | Conferencia     | Record | Participaciones | Última invitación |
| ----------------- | --------------- | ------ | --------------- | ----------------- |
| Appalachian State | Sun Belt        | 27–6   | 2.º             | 2007              |
| Boston College    | ACC             | 19–15  | 13.º            | 2018              |
| Bradley           | Missouri Valley | 22–11  | 23.º            | 2023              |
| Butler            | Big East        | 18–14  | 10.º            | 2019              |
| Cornell           | Ivy League      | 22–7   | 1.º             | Nunca             |
| Indiana State     | Missouri Valley | 28–6   | 5.º             | 2014              |
| Kansas State      | Big 12          | 19–14  | 8.º             | 2009              |
| Loyola Chicago    | Atlantic 10     | 23–9   | 6.º             | 2019              |
| Minnesota         | Big Ten         | 18–14  | 16.º            | 2014              |
| Nor.º Texas       | American        | 18–14  | 3.º             | 2023              |
| Princeton         | Ivy League      | 24–4   | 8.º             | 2022              |
| Richmond          | Atlantic 10     | 23–9   | 11.º            | 2021              |
| Saint Joseph's    | Atlantic 10     | 21–13  | 17.º            | 2013              |
| San Francisco     | West Coast      | 23–10  | 7.º             | 2014              |
| Seton Hall        | Big East        | 20–12  | 19.º            | 2023              |
| SMU               | American        | 20–12  | 6.º             | 2022              |
| Sou.º Florida     | American        | 24–7   | 9.º             | 2010              |
| UC Irvine         | Big West        | 24–9   | 8.º             | 2023              |
| UNLV              | Mountain West   | 19–12  | 11.º            | 2009              |
| VCU               | Atlantic 10     | 22–13  | 7.º             | 2022              |
| Xavier            | Big East        | 16–17  | 10.º            | 2022              |

### Declinaron la invitación
Los siguientes programas declinaron participar en el NIT 2024:
| Arizona State | Oklahoma        | Stanford   |
| California    | Ole Miss        | Syracuse   |
| Florida State | Oregon State    | UCLA       |
| Indiana       | Pittsburgh      | USC        |
| Maryland      | St. Bonaventure | Washington |
| Memphis       | St. John's      |            |

## Cuadro final
|  | Primera ronda 19-20 de marzo | Primera ronda 19-20 de marzo | Primera ronda 19-20 de marzo |                |            | Segunda ronda 23-24 de marzo | Segunda ronda 23-24 de marzo | Segunda ronda 23-24 de marzo |    |  | Cuartos de final 27 de marzo | Cuartos de final 27 de marzo | Cuartos de final 27 de marzo |  |
|  |                              |                              |                              |                |            |                              |                              |                              |    |  |                              |                              |                              |  |
|  |                              |                              |                              |                |            |                              |                              |                              |    |  |                              |                              |                              |  |
|  | 1                            | Seton Hall                   | 75*                          |                |            |                              |                              |                              |    |  |                              |                              |                              |  |
|  | 1                            | Seton Hall                   | 75*                          |                |            |                              |                              |                              |    |  |                              |                              |                              |  |
|  |                              | Saint Joseph's               | 72                           |                |            |                              |                              |                              |    |  |                              |                              |                              |  |
|  |                              | Saint Joseph's               | 72                           | 1              | Seton Hall | 72                           |                              |                              |    |  |                              |                              |                              |  |
|  |                              |                              |                              | 1              | Seton Hall | 72                           |                              |                              |    |  |                              |                              |                              |  |
|  |                              |                              |                              | North Texas    | 58         |                              |                              |                              |    |  |                              |                              |                              |  |
|  | 4                            | LSU                          | 77                           | North Texas    | 58         |                              |                              |                              |    |  |                              |                              |                              |  |
|  | 4                            | LSU                          | 77                           |                |            |                              |                              |                              |    |  |                              |                              |                              |  |
|  |                              | North Texas                  | 84                           |                |            |                              |                              |                              |    |  |                              |                              |                              |  |
|  |                              |                              |                              |                |            |                              | 1                            | Seton Hall                   | 91 |  |                              |                              |                              |  |
|  |                              |                              |                              |                |            |                              |                              |                              | 91 |  |                              |                              |                              |  |
|  |                              |                              |                              | UNLV           | 68         |                              |                              |                              |    |  |                              |                              |                              |  |
|  | 2                            | Princeton                    | 77                           | UNLV           | 68         |                              |                              |                              |    |  |                              |                              |                              |  |
|  | 2                            | Princeton                    | 77                           |                |            |                              |                              |                              |    |  |                              |                              |                              |  |
|  |                              | UNLV                         | 84                           |                |            |                              |                              |                              |    |  |                              |                              |                              |  |
|  |                              | UNLV                         | 84                           | UNLV           | UNLV       | 79                           |                              |                              |    |  |                              |                              |                              |  |
|  |                              |                              |                              | UNLV           | UNLV       | 79                           |                              |                              |    |  |                              |                              |                              |  |
|  |                              |                              | Boston College               | Boston College | 70         |                              |                              |                              |    |  |                              |                              |                              |  |
|  | 3                            | Providence                   | Boston College               | Boston College | 70         | 57                           |                              |                              |    |  |                              |                              |                              |  |
|  | 3                            | Providence                   |                              |                |            |                              |                              |                              |    |  |                              |                              |                              |  |
|  |                              | Boston College               | 62                           |                |            |                              |                              |                              |    |  |                              |                              |                              |  |
|  |                              |                              |                              |                |            |                              |                              |                              |    |  |                              |                              |                              |  |
|  |                              |                              |                              |                |            |                              |                              |                              |    |  |                              |                              |                              |  |

|  | Primera ronda 19-20 de marzo | Primera ronda 19-20 de marzo | Primera ronda 19-20 de marzo |               |             | Segunda ronda 23-24 de marzo | Segunda ronda 23-24 de marzo | Segunda ronda 23-24 de marzo |    |  | Cuartos de final 26 de marzo | Cuartos de final 26 de marzo | Cuartos de final 26 de marzo |  |
|  |                              |                              |                              |               |             |                              |                              |                              |    |  |                              |                              |                              |  |
|  |                              |                              |                              |               |             |                              |                              |                              |    |  |                              |                              |                              |  |
|  | 1                            | Wake Forest                  | 87                           |               |             |                              |                              |                              |    |  |                              |                              |                              |  |
|  | 1                            | Wake Forest                  | 87                           |               |             |                              |                              |                              |    |  |                              |                              |                              |  |
|  |                              | Appalachian State            | 76                           |               |             |                              |                              |                              |    |  |                              |                              |                              |  |
|  |                              | Appalachian State            | 76                           | 1             | Wake Forest | 66                           |                              |                              |    |  |                              |                              |                              |  |
|  |                              |                              |                              | 1             | Wake Forest | 66                           |                              |                              |    |  |                              |                              |                              |  |
|  |                              |                              | 4                            | Georgia       | 72          |                              |                              |                              |    |  |                              |                              |                              |  |
|  | 4                            | Georgia                      | 4                            | Georgia       | 72          | 78                           |                              |                              |    |  |                              |                              |                              |  |
|  | 4                            | Georgia                      |                              |               |             |                              |                              |                              |    |  |                              |                              |                              |  |
|  |                              | Xavier                       | 76                           |               |             |                              |                              |                              |    |  |                              |                              |                              |  |
|  |                              |                              |                              |               |             |                              | 4                            | Georgia                      | 79 |  |                              |                              |                              |  |
|  |                              |                              |                              |               |             |                              |                              |                              | 79 |  |                              |                              |                              |  |
|  |                              |                              | 2                            | Ohio State    | 77          |                              |                              |                              |    |  |                              |                              |                              |  |
|  | 2                            | Ohio State                   | 2                            | Ohio State    | 77          | 88                           |                              |                              |    |  |                              |                              |                              |  |
|  | 2                            | Ohio State                   |                              |               |             |                              |                              |                              |    |  |                              |                              |                              |  |
|  |                              | Cornell                      | 83                           |               |             |                              |                              |                              |    |  |                              |                              |                              |  |
|  |                              | Cornell                      | 83                           | 2             | Ohio State  | 81                           |                              |                              |    |  |                              |                              |                              |  |
|  |                              |                              |                              | 2             | Ohio State  | 81                           |                              |                              |    |  |                              |                              |                              |  |
|  |                              |                              | 3                            | Virginia Tech | 73          |                              |                              |                              |    |  |                              |                              |                              |  |
|  | 3                            | Virginia Tech                | 3                            | Virginia Tech | 73          | 74                           |                              |                              |    |  |                              |                              |                              |  |
|  | 3                            | Virginia Tech                |                              |               |             |                              |                              |                              |    |  |                              |                              |                              |  |
|  |                              | Richmond                     | 58                           |               |             |                              |                              |                              |    |  |                              |                              |                              |  |
|  |                              |                              |                              |               |             |                              |                              |                              |    |  |                              |                              |                              |  |
|  |                              |                              |                              |               |             |                              |                              |                              |    |  |                              |                              |                              |  |

|  | Primera ronda 19-20 de marzo | Primera ronda 19-20 de marzo | Primera ronda 19-20 de marzo |            |               | Segunda ronda 23-24 de marzo | Segunda ronda 23-24 de marzo | Segunda ronda 23-24 de marzo |    |  | Cuartos de final 26 de marzo | Cuartos de final 26 de marzo | Cuartos de final 26 de marzo |  |
|  |                              |                              |                              |            |               |                              |                              |                              |    |  |                              |                              |                              |  |
|  |                              |                              |                              |            |               |                              |                              |                              |    |  |                              |                              |                              |  |
|  | 1                            | Indiana State                | 101                          |            |               |                              |                              |                              |    |  |                              |                              |                              |  |
|  | 1                            | Indiana State                | 101                          |            |               |                              |                              |                              |    |  |                              |                              |                              |  |
|  |                              | SMU                          | 92                           |            |               |                              |                              |                              |    |  |                              |                              |                              |  |
|  |                              | SMU                          | 92                           | 1          | Indiana State | 76                           |                              |                              |    |  |                              |                              |                              |  |
|  |                              |                              |                              | 1          | Indiana State | 76                           |                              |                              |    |  |                              |                              |                              |  |
|  |                              |                              |                              | Minnesota  | 64            |                              |                              |                              |    |  |                              |                              |                              |  |
|  | 4                            | Butler                       | 72                           | Minnesota  | 64            |                              |                              |                              |    |  |                              |                              |                              |  |
|  | 4                            | Butler                       | 72                           |            |               |                              |                              |                              |    |  |                              |                              |                              |  |
|  |                              | Minnesota                    | 73                           |            |               |                              |                              |                              |    |  |                              |                              |                              |  |
|  |                              |                              |                              |            |               |                              | 1                            | Indiana State                | 85 |  |                              |                              |                              |  |
|  |                              |                              |                              |            |               |                              |                              |                              | 85 |  |                              |                              |                              |  |
|  |                              |                              | 2                            | Cincinnati | 81            |                              |                              |                              |    |  |                              |                              |                              |  |
|  | 2                            | Cincinnati                   | 2                            | Cincinnati | 81            | 73*                          |                              |                              |    |  |                              |                              |                              |  |
|  | 2                            | Cincinnati                   |                              |            |               |                              |                              |                              |    |  |                              |                              |                              |  |
|  |                              | San Francisco                | 72                           |            |               |                              |                              |                              |    |  |                              |                              |                              |  |
|  |                              | San Francisco                | 72                           | 2          | Cincinnati    | 74                           |                              |                              |    |  |                              |                              |                              |  |
|  |                              |                              |                              | 2          | Cincinnati    | 74                           |                              |                              |    |  |                              |                              |                              |  |
|  |                              |                              | 3                            | Bradley    | 57            |                              |                              |                              |    |  |                              |                              |                              |  |
|  | 3                            | Bradley                      | 3                            | Bradley    | 57            | 74                           |                              |                              |    |  |                              |                              |                              |  |
|  | 3                            | Bradley                      |                              |            |               |                              |                              |                              |    |  |                              |                              |                              |  |
|  |                              | Loyola Chicago               | 62                           |            |               |                              |                              |                              |    |  |                              |                              |                              |  |
|  |                              |                              |                              |            |               |                              |                              |                              |    |  |                              |                              |                              |  |
|  |                              |                              |                              |            |               |                              |                              |                              |    |  |                              |                              |                              |  |

|  | Primera ronda 19-20 de marzo | Primera ronda 19-20 de marzo | Primera ronda 19-20 de marzo |               |      | Segunda ronda 23-24 de marzo | Segunda ronda 23-24 de marzo | Segunda ronda 23-24 de marzo |    |  | Cuartos de final 27 de marzo | Cuartos de final 27 de marzo | Cuartos de final 27 de marzo |  |
|  |                              |                              |                              |               |      |                              |                              |                              |    |  |                              |                              |                              |  |
|  |                              |                              |                              |               |      |                              |                              |                              |    |  |                              |                              |                              |  |
|  | 1                            | Villanova                    | 61                           |               |      |                              |                              |                              |    |  |                              |                              |                              |  |
|  | 1                            | Villanova                    | 61                           |               |      |                              |                              |                              |    |  |                              |                              |                              |  |
|  |                              | VCU                          | 70                           |               |      |                              |                              |                              |    |  |                              |                              |                              |  |
|  |                              | VCU                          | 70                           | VCU           | VCU  | 70                           |                              |                              |    |  |                              |                              |                              |  |
|  |                              |                              |                              | VCU           | VCU  | 70                           |                              |                              |    |  |                              |                              |                              |  |
|  |                              |                              | South Florida                | South Florida | 65   |                              |                              |                              |    |  |                              |                              |                              |  |
|  | 4                            | UCF                          | South Florida                | South Florida | 65   | 77                           |                              |                              |    |  |                              |                              |                              |  |
|  | 4                            | UCF                          |                              |               |      |                              |                              |                              |    |  |                              |                              |                              |  |
|  |                              | South Florida                | 83                           |               |      |                              |                              |                              |    |  |                              |                              |                              |  |
|  |                              |                              |                              |               |      |                              |                              | VCU                          | 54 |  |                              |                              |                              |  |
|  |                              |                              |                              |               |      |                              |                              |                              | 54 |  |                              |                              |                              |  |
|  |                              |                              | 2                            | Utah          | 74   |                              |                              |                              |    |  |                              |                              |                              |  |
|  | 2                            | Utah                         | 2                            | Utah          | 74   | 84                           |                              |                              |    |  |                              |                              |                              |  |
|  | 2                            | Utah                         |                              |               |      |                              |                              |                              |    |  |                              |                              |                              |  |
|  |                              | UC Irvine                    | 75                           |               |      |                              |                              |                              |    |  |                              |                              |                              |  |
|  |                              | UC Irvine                    | 75                           | 2             | Utah | 91                           |                              |                              |    |  |                              |                              |                              |  |
|  |                              |                              |                              | 2             | Utah | 91                           |                              |                              |    |  |                              |                              |                              |  |
|  |                              |                              | 3                            | Iowa          | 82   |                              |                              |                              |    |  |                              |                              |                              |  |
|  | 3                            | Iowa                         | 3                            | Iowa          | 82   | 91                           |                              |                              |    |  |                              |                              |                              |  |
|  | 3                            | Iowa                         |                              |               |      |                              |                              |                              |    |  |                              |                              |                              |  |
|  |                              | Kansas State                 | 82                           |               |      |                              |                              |                              |    |  |                              |                              |                              |  |
|  |                              |                              |                              |               |      |                              |                              |                              |    |  |                              |                              |                              |  |
|  |                              |                              |                              |               |      |                              |                              |                              |    |  |                              |                              |                              |  |

|  | Semifinales 2 de abril Hinkle Fieldhouse | Semifinales 2 de abril Hinkle Fieldhouse | Semifinales 2 de abril Hinkle Fieldhouse |               |    | Final 4 de abril Hinkle Fieldhouse | Final 4 de abril Hinkle Fieldhouse | Final 4 de abril Hinkle Fieldhouse |  |
|  |                                          |                                          |                                          |               |    |                                    |                                    |                                    |  |
|  |                                          |                                          |                                          |               |    |                                    |                                    |                                    |  |
|  | 1                                        | Seton Hall                               | 84                                       |               |    |                                    |                                    |                                    |  |
|  | 1                                        | Seton Hall                               | 84                                       |               |    |                                    |                                    |                                    |  |
|  | 4                                        | Georgia                                  | 67                                       |               |    |                                    |                                    |                                    |  |
|  | 4                                        | Georgia                                  | 67                                       |               | 1  | Seton Hall                         | 79                                 |                                    |  |
|  |                                          |                                          |                                          |               | 1  | Seton Hall                         | 79                                 |                                    |  |
|  |                                          |                                          | 1                                        | Indiana State | 77 |                                    |                                    |                                    |  |
|  | 1                                        | Indiana State                            | 1                                        | Indiana State | 77 | 100                                |                                    |                                    |  |
|  | 1                                        | Indiana State                            |                                          |               |    | 100                                |                                    |                                    |  |
|  | 2                                        | Utah                                     | 90                                       |               |    |                                    |                                    |                                    |  |
|  | 2                                        | Utah                                     | 90                                       |               |    |                                    |                                    |                                    |  |
|  |                                          |                                          |                                          |               |    |                                    |                                    |                                    |  |

* Denota partido con prórroga
| Campeón del NIT 2024  |
| --------------------- |
| Seton Hall 2.º título |